# Raïon de Vawkavysk
Le raïon de Vawkavysk (en biélorusse : Ваўкавыскі раён, Vawkavyski raïon) ou raïon de Volkovysk (en russe : Волковысский район, Volkovyski raïon) est une subdivision de la voblast de Hrodna ou oblast de Grodno, en Biélorussie. Son centre administratif est la ville de Vawkavysk.

## Géographie
Le raïon couvre une superficie de 1 192,95 km2, dans le sud-ouest de la voblast. Le raïon de Vawkavysk est limité par le raïon de Masty au nord, par le raïon de Zelva à l'est, par la voblast de Brest (raïon de Proujany) au sud, et par le raïon de Svislatch et le raïon de Berastavitsa à l'ouest.

## Histoire
Le raïon de Vawkavysk a été créé le 15 janvier 1940.
Le 1er janvier 1998, la ville de Vawkavysk  et le raïon ont fusionné pour former une unité administrative unique.

## Population

### Démographie
Les résultats des recensements de la population (*) font apparaître une augmentation continue de la population jusqu'au années 1990, suivie par une diminution significative durant les premières années du XXIe siècle.
| 1959*  | 1970*  | 1979*  | 1989*  | 1999*  | 2009*  |
| ------ | ------ | ------ | ------ | ------ | ------ |
| 65 533 | 69 461 | 71 178 | 77 653 | 84 816 | 75 329 |

### Nationalités
Selon les résultats du recensement de 2009, la population du raïon se composait de quatre nationalités principales :
- 63,35 % de Biélorusses ;
- 24,96 % de Polonais ;
- 8,71 % de Russes ;
- 1,38 % d'Ukrainiens.

### Langues
En 2009, la langue maternelle était le biélorusse pour 59,64 % des habitants du raïon de Vawkavysk et le russe pour 37,99 %. Le biélorusse était parlé à la maison par 32,57 % de la population et le russe par 64,79 %.